# Eric Lemming
Eric Valdemar Lemming (Gotemburgo, 22 de febrero de 1880 - Gotemburgo, 5 de junio de 1930) fue un atleta olímpico sueco, ganador de tres medallas de oro en los Juegos Olímpicos de Londres 1908 y en los Juegos Olímpicos de Estocolmo 1912.
Uno de los más grandes lanzadores de todos los tiempos en jabalina y versátil, estableció una marca mundial a los 19 años en 1899, y luego de romper nueve veces más hasta 1912. En los Juegos Olímpicos de París 1900, no tenía esta competencia, fueron los juegos de todos modos y sin éxito, compitió en el salto de altura y salto con pértiga. Ganó sin embargo, el primer dardo en competencia internacional, estilo libre - donde el atleta puede sostener el dardo dónde y cómo quería - no oficiales en los Juegos Olímpicos intercalados en 1906.
En 1908, con el dardo incluido oficialmente en los eventos olímpicos, Lemming fue el primer campeón de la carrera, ganando dos medallas de oro tanto en freestyle - primera y última vez que se jugó en los juegos - como el lanzamiento que hoy conocemos.
Cuatro años más tarde, en los Juegos Olímpicos de Estocolmo 1912, celebrado en su país natal, Lemming repitió su hazaña, ganando otra medalla de oro en la competencia con el lanzamiento de seis metros más alto que los juegos anteriores.bnhfvc